# Fatal Fury Special
Fatal Fury Special (餓狼伝説SPECIAL Garō Densetsu Special?, "Legend of the Hungry Wolf Special") är ett man mot man-fightingspel från 1993, producerat av SNK och ursprungligen släppt till Neo Geos arkadmaskin och hemkonsoler. Spelet är egentligen en uppdaterad version av Fatal Fury 2, med flera nya karaktärer.

## Karaktärer
- Terry Bogard
- Andy Bogard
- Joe Higashi
- Big Bear
- Jubei Yamada
- Cheng Sinzan
- Kim Kaphwan
- Mai Shiranui
- Duck King
- Tung Fu Rue
- Billy Kane
- Axel Hawk
- Laurence Blood
- Wolfgang Krauser
- Geese Howard
- Ryo Sakazaki

### Fotnoter
1. ↑  ”Fatal Fury Special” (på engelska). Mobygames. 17 mars 1993. http://www.mobygames.com/game/fatal-fury-special. Läst 28 maj 2014.